# Os Doze Abades de Challant
Os doze abades de Challant (em italiano:  I dodici abati di Challant) é uma novela histórica de Laura Mancinelli publicado em 1981 e ganhador no medesimo ano do Prêmio Mondello.
A história está ambientada ao redor do fim do XIII século num castelo arroccato entre as montanhas do Vale de Aosta e dura um ano, da morte do velho marqués ao incêndio do castelo.

## Enredo
Um feudatório herda um castelo com a cláusula para manter a fé a uma obrigação maligna de castidade. Doze abades assumem a tarefa de vegliare sobre a osservanza do impegno, mas scompaiono tudo em uma sucessão de mortes misteriosas, vítimas de incidentes banais e emblemáticos.
Durante o romance muitos personagens são apresentados, que só lutaram em um capítulo (como o comerciante, o inventor, o astrólogo) ou retornam após um pouco de tempo para uma breve aparição (como o trovador e o filósofo). Cada um deles representa uma classe social da Idade Média.

### Personagens
- O Duque Franchino de Mantova: Ele é o protagonista da história junto com a marquesa. Rubio, esile, com os olhos azzurri. Perpetuamente apaixonada, embora eu não soubesse amar. Geloso de todos os convidados do castelo que corteggiavano madonna Blanca de Challant.
- A Marquesa Blanca de Challant: Mulher muito bonita, amada por muitos, entre os quais o duque, o filósofo, o trovador e o abade Mistral.
- La Madonna Maravì: Veio do Casa de Anjou-Nápoles. O cabelo dele era de cobre ...

## Edições
Publicado em 1981